# The Dewberry
Pour les articles homonymes, voir Dewberry.
The Dewberry est un hôtel américain situé à Charleston, en Caroline du Sud. Installé dans un bâtiment construit en 1965, cet établissement est membre des Historic Hotels of America depuis 2016.